# Kibera

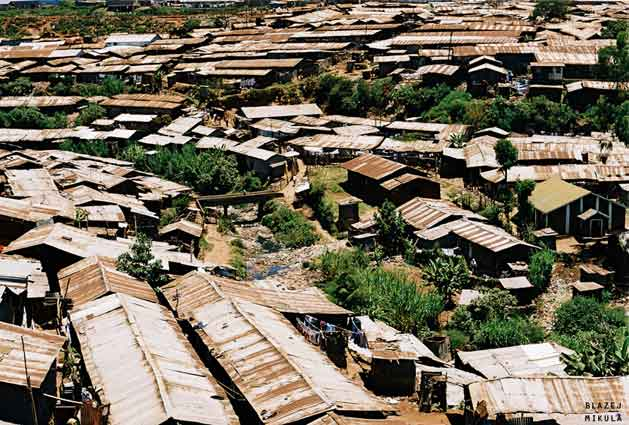
Quang cảnh Kibera

Kibera là một khu nhà ổ chuột gần Nairobi, Kenya, châu Phi. Với dân số khoảng 600 ngàn tới 1 triệu người, đây là khu nhà ổ chuột lớn thứ hai ở châu Phi và thứ ba thế giới. Kibera nằm cách trung tâm thu đô Nairobi của Kenya chừng 5 km. Tuy chỉ có diện tích 2,5 km², Kibera chiếm không đến 1% diện tích của Nairobi nhưng chứa đến hơn một phần tư dân số của thành phố này. Ước tính mật độ dân số của khu ổ chuột này lên đến khoảng 2000 người trên một hecta, tương đương 200 ngàn người trên một km².